# Објектни код
Објектни код, или понекад објектни модул, је оно што рачунарски компајлер производи. У општем смислу објектни код је низ изјава или упутства у рачунарском језику, обично језика машинског кода (тј бинарног) или медђујезика, као што је RTL.
Објектни фајлови могу заузврат бити повезани како би се формирао извршни фајл или библиотека датотеке. Да би се користио, објектни код мора бити смештен у извршној датотеци, библиотеци фајлова, или објектној датотеци.
Објектни код је део машинског кода који још није повезан у комплетан програм. То је машински код за једану посебану библиотеку или модул који ће надокнадити завршен производ. То такође може да садржи симболе или компензације, које се не налазе у машинском коду једног завршеног програма, који ће линкер користити за повезивање. Док је машински код бинарни код који се може директно извршити CPU, објектни код има скокове делимично параметризовано тако да линкер може да их попуни.
Асемблер се користи за претварање асемблерског кода у машински код (објектни код). Линкер повезује неколико објектних (и библиотека) датотека да генерише извршни.